# Wolfram Löwe
Wolfram Löwe (* 14. Mai 1945 in Markranstädt) ist ein ehemaliger deutscher Fußballspieler. In der höchsten Spielklasse des DDR-Fußballs, der ostdeutschen Oberliga, spielte er für den 1. FC Lokomotive Leipzig und dessen Vorgängerclubs. Mit dem 1. FC Lok gewann er 1976 den DDR-Fußballpokal. Löwe ist 43-facher Nationalspieler und gewann mit der DDR-Olympiaauswahl 1976 die Goldmedaille.

## Sportliche Laufbahn

### Jugendspieler
Löwe, dessen Vater ebenfalls Fußball gespielt hatte, startete seine Fußballkarriere mit neun Jahren in seiner Heimatstadt bei der Betriebssportgemeinschaft (BSG) Motor Markranstädt. Dort wurde er anfangs von Georg Glöckner trainiert, dem Vater des späteren FIFA-Schiedsrichters Rudi Glöckner. Bereits als Juniorenspieler machte Wolfram Löwe als erfolgreicher Stürmer auf sich aufmerksam. In einem Spiel zwischen den Junioren-Mannschaften von Turbine Markranstädt und des Oberligisten SC Lok Leipzig sorgte er mit vier Toren für den 4:1-Sieg der Markranstädter. Noch als Juniorenspieler wechselte er 1962 zum zweiten Leipziger Oberligaclub, dem SC Rotation Leipzig. 1963 gehörte er zu den Spielern, die im Rahmen der Neuordnung des Leipziger Fußballs dem als künftigen Spitzenclub vorgesehenen SC Leipzig zugewiesen.

### Clubspieler
In der ersten Oberligasaison des SC Leipzig 1963/64 kam Löwe zu seinen ersten Einsätzen in der Oberliga. Seinen Einstand gab er am 27. Oktober 1963, dem 8. Spieltag. Beim Heimspiel gegen Lok Stendal schoss er als Neuling auf der Position des Rechtsaußenstürmers beide Tore zum 2:1-Sieg. Bis zum 13. Spieltag kam Löwe noch in vier weiteren Oberligaspielen zum Einsatz, stets auf der rechten Angriffsseite. In der Saison 1964/65 hatte der 19-Jährige noch Anpassungsschwierigkeiten und spielte nur fünfmal in der Oberligamannschaft. Den Durchbruch schaffte „Wolle“, wie er von seinen Mitspielern gerufen wurde, 1965/66, als er mit 20 Oberligaeinsätzen zum Stammspieler avancierte. Diesen Status hielt Löwe bis zum Ende seiner aktiven Laufbahn. Es dauerte allerdings bis 1967, bis der 1,74 m große Löwe als Linksaußenstürmer auch seine Stammposition gefunden hatte. Dies zahlte sich für den pfeilschnellen Angreifer, der die 100 Meter in elf Sekunden sprinten konnte, aus, denn in der Spielzeit 1967/68 wurde er mit 13 Punktspieltreffern bester Torschütze seiner Mannschaft und Zweitbester bei den Oberligatorschützen.
Außer zwei dritten und einem zweiten Platz in der Oberliga sowie einem verlorenen Pokalendspiel (1964, ohne Löwe), hatte der vorbestimme Spitzenklub, der sich 1966 nach einer erneuten Umstrukturierung, der Bildung der Fußballclubs, zum 1. FC Lokomotive gewandelt hatte, bis 1969 keine wirklichen Erfolge erreicht. Die Saison 1968/69 stellte für den 1. FC Lok den vorläufigen Tiefpunkt dar, als Tabellenletzter musste er aus der Oberliga absteigen. Für Löwe, der in der Abstiegssaison alle 26 Punktspiele absolviert hatte, mit nur zwei Toren aber an der Misere mit verantwortlich war, stellte der Abstieg ein besonderes Problem dar, da er inzwischen Nationalspieler geworden war. Dieser Status geriet in der Zweitklassigkeit in Gefahr, doch die Nationalmannschaftstrainer Seeger und Buschner hielten an ihrem Stürmer fest, sodass Löwe auch als Spieler der zweitklassigen DDR-Liga zu vier Länderspielen kam. Lok Leipzig schaffte den sofortigen Wiederaufstieg, und Löwe hatte daran mit 30 Punktspieleinsätzen und 21 Toren, mit denen er Torschützenkönig der DDR-Liga wurde, erheblichen Anteil.
Die Leipziger schafften 1970 auch die Überraschung, als Zweitligist das Endspiel um den DDR-Fußballpokal zu erreichen. Diesmal stand Löwe in der Endspielmannschaft, konnte aber die 2:4-Niederlage gegen den FC Vorwärts Berlin trotz seines Tores zum 1:3 nicht verhindern. Auch an der Endspielteilnahme hatte Löwe eine entscheidende Aktie, denn er war an allen fünf vorausgegangenen Pokalspielen im Einsatz gewesen und hatte dabei vier Tore erzielt. Drei Jahre später erlebte Löwe eine weitere erfolgreiche Pokalsaison, diesmal im Wettbewerb um den UEFA-Pokal 1973/74. Die Leipziger stießen bis in das Halbfinale vor, und mussten sich erst dort dem englischen Vertreter Tottenham Hotspur beugen (1:2, 0:2). Löwe bestritt alle zehn UEFA-Pokal-Spiele und war viermal als Torschütze erfolgreich. Nach drei vergeblichen Anläufen – 1964, 1970 und 1973, wobei Löwe im ersten und letzten dieser Leipziger Finalteilnahmen im Endspiel fehlte – gewann Löwe 1976 endlich den DDR-Fußballpokal. Am 1. Mai 1976 bestritt er das Endspiel gegen den FC Vorwärts Frankfurt/Oder, das die Leipziger mit 3:0 gewannen. Dieser Pokalgewinn blieb Löwes einziger nationaler Titel.
In der Oberligasaison 1975/76 wurde Löwe mit acht Punktspieltoren erneut erfolgreichster Schütze der Lok-Mannschaft, war von nun an aber nicht an die Linksaußenposition gebunden, sondern wurde variabel auf allen Angriffspositionen eingesetzt. 1979/80 absolvierte Löwe seine letzte Oberligasaison. Vorwiegend als Stürmer auf der rechten Seite eingesetzt, kam er trotz seiner 34 Jahre noch einmal in 25 der 26 ausgetragenen Punktspielen zum Einsatz. Sein letztes Oberligaspiel fand am 10. Mai 1980 statt. In der Partie FC Carl Zeiss Jena – 1. FC Lok (1:1) stand er noch einmal für 71 Minuten auf dem Platz. In seinen 17 Oberligajahren bestritt Löwe 321 Oberligapunktspiele, in denen er 87 Tore erzielte. Hinzu kommen die 30 Zweitligaspiele 1969/70 (21 Tore), 52 nationale und 30 europäische Pokalspiele (26 bzw. 11 Tore).

### Auswahlspieler
Als Juniorenspieler des SC Leipzig wurde Löwe Anfang 1963 in den Kader der DDR-Juniorennationalmannschaft berufen, mit der er ein U-18-Länderspiel bestritt. Zwischen 1965 und 1968 wurde Löwe in sieben Länderspielen der Nachwuchsnationalmannschaft eingesetzt.
Ab 1967 gehörte er zum Aufgebot der A-Nationalmannschaft und bestritt am 17. Mai 1967 sein erstes Länderspiel für die A-Auswahl. Beim 1:0-Sieg in Schweden spielte er wie gewohnt als linker Außenstürmer. Danach fasste er sehr schnell in der Nationalmannschaft Fuß. Die Jahre 1973 und 1974 waren die erfolgreichsten seiner Länderspielkarriere. Er bestritt alle Weltmeisterschaftsqualifikationsspiele des Jahres 1973 und wurde für die WM-Endrunde 1974 in der Bundesrepublik nominiert. Dort absolvierte Löwe vier der sechs Weltmeisterschafts-Spiele, fehlte allerdings beim denkwürdigen 1:0-Sieg der DDR-Auswahl über die DFB-Mannschaft. Sein letztes und 43. A-Länderspiel (nach FIFA-Lesart Nr. 40) bestritt Löwe am 12. Oktober 1977 im WM-Qualifikationsspiel DDR – Österreich. Mit seinem 1:1-Ausgleichstreffer rettete er mit seinem 12. Auswahltor das Unentschieden.
Zwischen 1967 und 1976 gehörte Löwe zum Aufgebot der Fußballolympiaauswahl der DDR. In der gescheiterten Qualifikation für die Olympischen Spiele 1968 bestritt Löwe vier der sechs Qualifikationspartien. 1971 absolvierte er nur ein Qualifikationsspiel, musste danach wegen einer Archillessehnenverletzung pausieren und verpasste so auch den Gewinn der Bronzemedaille 1972 in München. Dagegen war er in allen Endrundenspielen des olympischen Turniers von 1976 in Kanada dabei und gehörte als rechter Angreifer am 31. Juli 1976 zur Endspielmannschaft, die mit einem 3:1-Sieg über Polen die Goldmedaille gewann. Für diesen Erfolg wurde er mit dem Vaterländischen Verdienstorden in Silber ausgezeichnet. Insgesamt bestritt Löwe mit dem Olympiateam der DDR elf offizielle Länderspiele.

## Berufliche Laufbahn
In den 1980er Jahren war Löwe beim 1. FC Lok Leipzig als Übungsleiter im Nachwuchsbereich tätig. Während seiner aktiven Zeit hatte er ein Ingenieurstudium für Fahrzeugtechnik abgeschlossen und arbeitete später in diesem Bereich bei der Reichsbahn und nach 1990 bei der Bundesbahn. Von 1996 bis 1998 war Löwe als Sonderbeauftragter bei der Sparkassenvereinigung Sachsen angestellt, dem Hauptsponsor des VfB Leipzig, Nachfolgeklub des 1. FC Lok. Zuletzt arbeitete Löwe bei den Kreiswerken Delitzsch.

## Erfolge
- Olympiasieger 1976
- DDR-Fußballpokal 1976
- Halbfinalist im UEFA-Pokal 1974
- DDR-Vizemeister 1967
- Oberligaaufstieg 1970